# Alice Elizabeth Doherty
Alice Elizabeth Doherty (Minneapolis, 14 marzo 1887 – Dallas, 13 giugno 1933) è stata una circense statunitense.
È divenuta famosa per essere stata affetta da ipertricosi e per questo era soprannominata The Minnesota Woolly Girl ("La ragazza lanosa del Minnesota").

## Biografia
Nacque nel 1887 a Minneapolis: al momento della nascita il suo corpo era ricoperto da dei peli biondi lunghi circa 5 cm. Sembra che nessuno dei suoi parenti avesse una condizione simile. I genitori di Alice la esibirono come un fenomeno da baraccone da quando ella aveva due anni. In seguito, venne presentata da sua madre e dal Professor Weller’s One-Man Band negli Stati Uniti d'America medio-occidentali. All'età di cinque anni i suoi peli erano cresciuti fino a raggiungere la lunghezza di circa 13 cm, mentre nella sua adolescenza raggiunsero la lunghezza di circa 23 cm.
Doherty non si interessò mai al proprio "lavoro", ma continuò a esibirsi per sostenere i membri della sua famiglia, in attesa del pensionamento. Anche se l'ipertricosi era, ed è, una condizione rara, in quel periodo altre persone che ne erano affette venivano esibite come fenomeni da baraccone, come Stephan Bibrowski e Fëdor Adrianovič Evtiščev. All'epoca, quello di Alice era l'unico caso di ipertricosi mai registrato negli Stati Uniti d'America.
Nel 1915, Alice E. Doherty si ritirò dalla sua carriera e si sarebbe spenta all'età di 45 anni il 13 giugno del 1933, a Dallas, in Texas.